# Philonotis dicranellacea
Philonotis dicranellacea är en bladmossart som beskrevs av William Walter Watts och Whitelegge 1906. Philonotis dicranellacea ingår i släktet källmossor, och familjen Bartramiaceae. Inga underarter finns listade i Catalogue of Life.